# Beaufort-Orbagna
Beaufort-Orbagna – gmina we Francji, w regionie Burgundia-Franche-Comté, w departamencie Jura. W 2013 roku liczba ludności wynosiła 1309 mieszkańców. 
Gmina została utworzona 1 stycznia 2019 roku z połączenia dwóch ówczesnych gmin: Beaufort oraz Orbagna. Siedzibą gminy została miejscowość Beaufort. 